# Aÿ
Pour les articles homonymes, voir AY.
Aÿ (II) est le douzième et avant-dernier pharaon de la XVIIIe dynastie (Nouvel Empire). Manéthon l’appelle Aî (II) (Acherres). Son règne se situe aux alentours de -1327 à -1323. Beaucoup d'incertitudes demeurent sur les événements de cette époque contemporaine de la vie d'Aÿ, et des circonstances de son accession au trône.
D'origine incertaine, peut-être apparenté à la famille de Tiyi Ire, l’épouse d’Amenhotep III originaire d'Akhmîm, il connaît une carrière ascendante sous le règne de deux de ses prédécesseurs, est contemporain de la réforme amarnienne, autant que du retour à l'orthodoxie thébaine, avant de monter sur le trône à un âge avancé, grâce à son mariage avec la reine Ânkhésenamon, la veuve de Toutânkhamon. Il profite du pouvoir royal seulement quatre années, avant que ne lui succède le général Horemheb, considéré comme le roi ayant mis un terme définitif à « l'époque amarnienne ».

## Généalogie
Les origines d'Aÿ sont incertaines. Il pourrait être le fils de Youya (prophète de Min) et Touya (ou Tyouyou), et donc le frère de Tiyi Ire, l’épouse d’Amenhotep III, appartenant déjà, dans ce cas, à une famille très influente originaire d'Akhmîm.
Il épouse Tiyi II (ou Ti), et a au moins un fils, Nakhtmin qui, sous Toutânkhamon, a le titre de général.
Son épouse, Tiyi II, est citée comme nourrice de Néfertiti, la grande épouse royale d'Akhenaton, et Moutnedjemet, la future épouse d'Horemheb, comme Sœur de la grande épouse royale. Aussi certains spécialistes pensent-ils qu'Aÿ fut le père des deux femmes, bien qu'il n'y ait aucune certitude.
Enfin en 1931, la découverte par Percy Edward Newberry dans un magasin de souvenirs du Caire, d'un anneau sur le chaton duquel les noms de Aÿ et d'Ânkhésenamon, veuve du roi Toutânkhamon sont accolés, entourés dans un cartouche, a permis d'avancer la possibilité qu'Aÿ ait pris la jeune femme pour épouse afin de légitimer son accession au trône[source insuffisante]. L'absence de tout autre trace de cette union, et le fait qu'Aÿ se soit fait représenter dans son tombeau en compagnie de son ancienne épouse Tiyi II, ne plaident pas en faveur de cette hypothèse.

## Carrière en tant que haut fonctionnaire
Aÿ est déjà un haut fonctionnaire sous le règne d'Akhenaton, où il est mentionné d'abord comme Supérieur de la charrerie.
Il cumule rapidement titres, honneurs et fonctions, parmi lesquels Scribe royal, Intendant de tous les chevaux du roi, chef des Amis du roi, Père Divin et Flabellifère à la droite du roi. Ces deux derniers titres, illustrant de très hautes fonctions, montrent qu'il faisait partie de l'entourage proche du roi réformateur Akhetaton. Il fut d'ailleurs certainement un des principaux fidèles de la nouvelle doctrine royale. Sa tombe à Amarna nous offre la seule version du grand hymne à Aton, dont la composition est souvent attribuée au roi Akhenaton lui-même.
Après la mort du « pharaon hérétique » et la succession trouble qui suit, Aÿ reste un proche du nouveau roi et accompagne vraisemblablement Toutânkhamon lors de son retour à Thèbes. Il conserve le rang de « Père Divin », peut-être en tant que tuteur du jeune roi. Il met en œuvre la politique de réconciliation du pouvoir royal avec le clergé thébain d'Amon (s'il n'en est pas lui-même l'initiateur, le roi adolescent n'ayant alors que peu d'expérience). Le général Horemheb, autre grand personnage éminent du règne de Toutânkhamon, tient également un rôle de régent, de bras droit du roi, et d'héritier potentiel.
Pourtant, dans la tombe de Toutânkhamon, c'est Aÿ qui est représenté conduisant les funérailles, à la place habituellement occupée par le fils et successeur du roi défunt. Ainsi à la mort du jeune roi, prend-il le pouvoir, à un âge déjà avancé, et épouse peut-être la veuve de Toutânkhamon, Ânkhésenamon, troisième fille d'Akhenaton, afin de légitimer son accession au trône.
Il peut être étonnant que le Père Divin Aÿ, fidèle d'Aton et courtisan apprécié d'Akhenaton, ait pu se maintenir au plus près du pouvoir royal après le retour à Thèbes, et se soit même finalement assis sur le trône sans être porteur du sang royal (les hypothèses de sa parenté avec Néfertiti, ou de son remariage avec Ankhésenamon, en donneraient les raisons). Ces interrogations ont incité plusieurs spécialistes à voir en lui un intrigant consommé et un opportuniste politique. Le trépas du roi Toutânkhamon lui est attribué par certains, lequel est mort avant l'âge de vingt ans.

### L'affaire de la mort du prince hittite Zannanza
Après la mort du jeune pharaon Toutânkhamon, sa veuve, Ânkhésenamon, demande au grand roi des Hittites, Suppiluliuma Ier, de lui envoyer un de ses fils pour qu'il devienne son consort (son époux). Après hésitation, le roi lui envoie son troisième fils, Zannanza. Celui-ci est assassiné en route vers l'Égypte, soit sur les ordres de la reine, soit sur ceux du grand vizir Aÿ, qui aurait épousé par la suite la jeune reine pour devenir pharaon.

## Règne
Une fois roi, Aÿ poursuit l’œuvre de son prédécesseur. Pendant son court règne de quatre ans, il construit à Karnak et Louxor. Il se fait aménager un temple funéraire à Médinet Habou (qu'Horemheb reprendra à son compte et fera agrandir), et consacre un temple rupestre à Akhmîm. Son tombeau (WV23), proche de celui d'Amenhotep III, se trouve dans la vallée de l'Ouest, aussi appelée Vallée des Singes. Peu de document portant son nom sont parvenus jusqu'à nous.
Après sa mort, en effet, la damnatio memoriae, ordonnée par son successeur et les souverains ramessides à l'encontre de tous les protagonistes de l'époque amarnienne, frappera également Aÿ, qui fut longtemps un serviteur d'Akhenaton. Sa mémoire fut ainsi officiellement bannie, les images le représentant et son nom furent martelés, et son sarcophage détruit (son nom n’est pas porté sur les tables d’Abydos).
Ainsi, c'est le souverain Horemheb, dernier roi de la XVIIIe dynastie, qui représente véritablement le changement, et annonce la XIXe dynastie.

## Sépulture

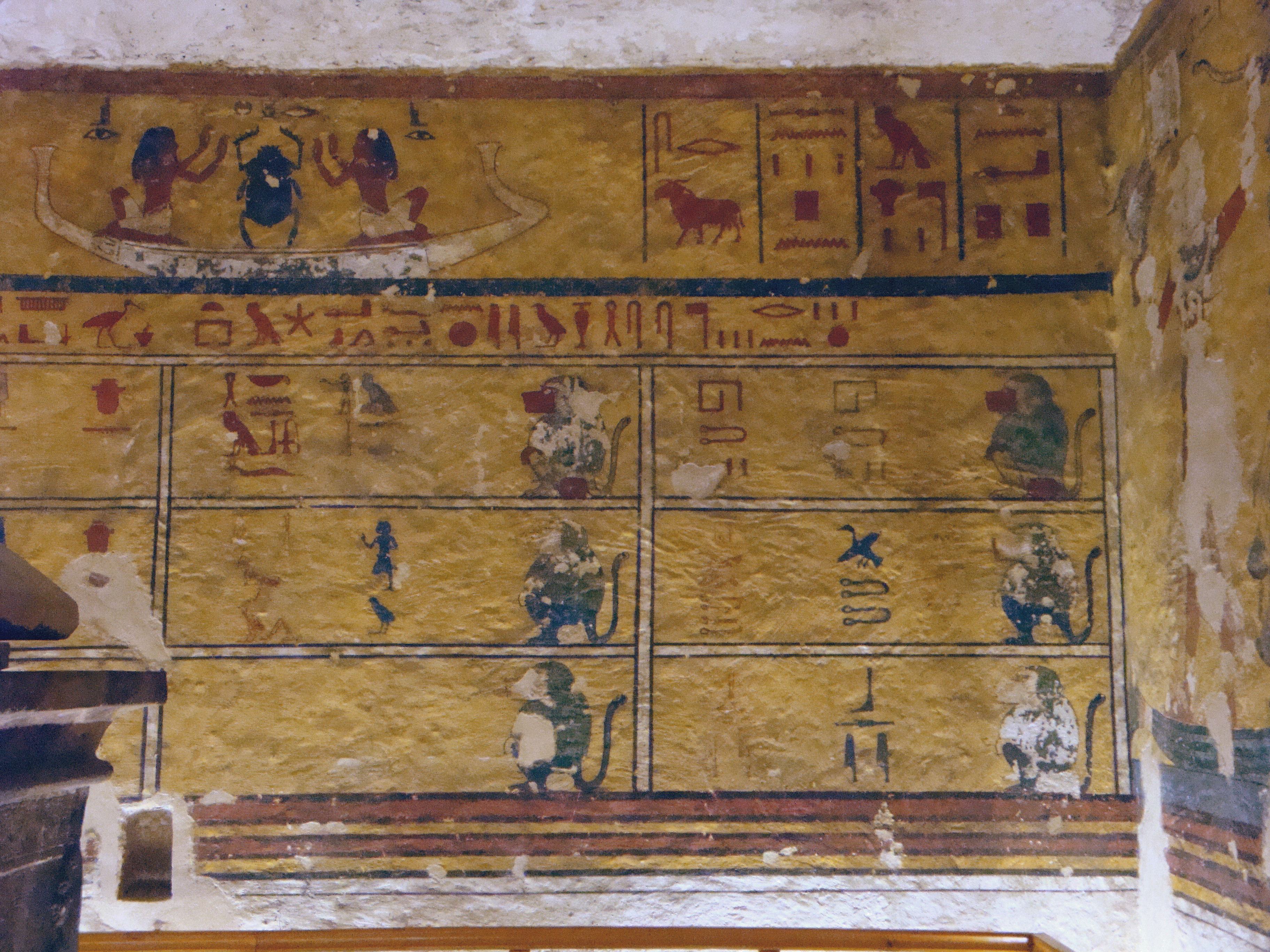
La chambre funéraire du tombeau de Aÿ dans la vallée des Singes

Le tombeau de Aÿ, la tombe WV23 se trouve dans la vallée des Singes (partie ouest de la vallée des Rois), à proximité de la tombe d'Amenhotep III (WV22).  Elle a été découverte en 1816 par Giovanni Belzoni. La tombe pillée contient encore le sarcophage externe en quartzite du roi et des fresques dont le style et les thématiques présentent des analogies avec celles du tombeau de Toutânkhamon. Les représentations du roi ainsi que sa titulature ont été en revanche systématiquement détruites, indiquant que la profanation de la sépulture a eu lieu peu de temps après l'inhumation.
Sa momie n'a jamais été retrouvée.